# 约瑟夫·顿谷鲁
约瑟夫·顿谷鲁是一位坦桑尼亚分子植物病毒学家，主要从事分子水平理解植物病毒，并开发非洲重要经济作物病害的诊断工具。